# 242
242是241與243之間的自然數。

## 在數學中
- 合數，正因數有1、2、11、22、121和242。
質因數分解為{\displaystyle 2\times 11^{2}}。
- 虧數，真因數和為157，虧度為85。
- 十进制的奢侈數。
- 迴文數
- {\displaystyle 6\times 242\pm 1}是孿生質數
- 第45個質數+45（197+45）

## 在人類文化中
- 南方航空242號班機
- 在三國、西晉時期，1丈 = 242公分
- 臺灣新北市新莊區的郵遞區號為242
- 巴哈馬的北美洲電話區號為242

## 在其他領域中
- 西元242年和前242年
- 一個沙羅週期會有242個交點月